# Chrysler 300 non-letter series
Als Chrysler 300 ohne Buchstabenzusatz (non-letter Series; alternativ: 300 Sports Series) verkaufte der US-amerikanische Chrysler-Konzern in den Modelljahren 1962 bis 1971 drei Generationen eines Full-Size-Automobils. Der 300 ohne Buchstabenzusatz ist von den zur gleichen Zeit produzierten Modellen der 300 letter series zu unterscheiden. Während die Chrysler 300H bis 300L jeweils die Spitzenmodelle der Marke waren, die sehr teuer und nur in geringen Stückzahlen produziert wurden, war der einfach 300 ohne Namenszusatz ein Volumenmodell. Es bildete zwischen der einfachen Newport-Reihe und dem teuren New Yorker die mittlere Linie.

## Entstehungsgeschichte
Chrysler hatte 1955 ein sportliches Hardtop Coupé mit der Bezeichnung 300 auf den Markt gebracht, das von den regulären Full-Size-Wagen abgeleitet war, aber einen besonders leistungsstarken Motor hatte und der teuerste Chrysler der Marke war. Die Modellbezeichnung leitete sich von der nach damaligen Verhältnissen außergewöhnlich hohen Motorleistung von 300 SAE-PS ab. Diese exklusive Serie wurde in den folgenden Jahren regelmäßig aktualisiert. Die einzelnen Jahrgänge erhielten zur Individualisierung fortlaufende Buchstabenzusätze zur Modellbezeichnung 300: 1956 kam der 300B, 1957 der 300C usw. Wegen des Buchstabenzusatzes wird die Baureihe inoffiziell 300 Letter series (wörtlich: Buchstabenserie). genannt. Von ihr entstand jährlich zumeist nur eine dreistellige Stückzahl. Die Letter series blieb bis 1965 im Programm; die letzte Variante hieß Chrysler 300L.
Zum Modelljahr 1962 strukturierte Chrysler seine Modellpalette um. Als neues Basismodell hatte Chrysler bereits im Jahr zuvor den Newport eingeführt. In dieser Funktion ersetzte er den Windsor, der auf die mittlere Linie verschoben wurde. Der Windsor wurde bereits nach einem Jahr eingestellt. An seine Stelle trat 1962 ein neues Modell, das die Bezeichnung 300 erhielt, im Gegensatz zur Letter Series aber keinen Buchstabenzusatz führte. Der Rückgriff auf die Modellbezeichnung 300 hatte den Zweck, einen Imagetransfer vom exklusiven Spitzenmodell zum neuen Großserienfahrzeug zu bewirken.
Der neue 300 sollte nicht nur den Windsor ablösen, sondern auch die Marktnische abdecken, die die Chrysler-Marke DeSoto bis zu ihrer Einstellung 1961 belegt hatte. Die 300 Non-letter-Reihe übernahm deshalb die Optik der teureren, sportlichen Letter-Series-Modelle, ohne aber serienmäßig mit dessen leistungsstarken Motoren ausgestattet zu sein. Gegensatz zu den Letter-Series-Modellen waren die non-letter-300s nicht nur als Coupé und als Cabriolet, sondern in viertürigen Versionen erhältlich.
Als mittlere Reihe zwischen dem Newport und dem New Yorker blieben die Non-letter-300s bis 1971 im Programm der Marke Chrysler. Dann wurde die Reihe ersatzlos eingestellt.

## Die einzelnen Baureihen

### Erste Generation (1962 bis 1964)
Die erste Generation des Non-letter-300 umfasst die Modelljahre 1962 bis 1964. Das 1962er Modell unterscheidet sich äußerlich von den 1963 und 1964 gebauten Autos.
Der 300 des Modelljahrs 1962 entspricht in seinem Erscheinungsbild dem Chrysler 300H aus der Letter series; lediglich das „H“ auf Radkappen und Kofferraum fehlte.  Die Autos waren serienmäßig mit einem 6276 cm³ (383 cui) großen Achtzylinder-V-Motor ausgestattet, der 305 SAE-PS (224 kW) bei 4.600/min leistet. Die 6,8 Liter großen und bis zu 400 SAE-PS starken Motoren, die im 300H zur Wahl standen, gab es im Non-letter-300 in diesem Modelljahr nicht. Der 300 war als Cabriolet, als Hardtop Coupé, als viertüriger Sedan mit durchgehender B-Säule sowie als Hardtop Sedan ohne durchgehende B-Säule erhältlich. Die Listenpreise lagen etwa 300 US-$ über denen des Chrysler Newport und 800 US-$ unter denen des New Yorker. Das entsprach annähernd den Werten des bisherigen Windsor. Im ersten Baujahr entstanden, alle Karosserieversionen zusammengenommen, etwa 24.000 Autos der Baureihe 300; mehr als 22.000 davon entfielen auf die Hardtop-Versionen. Der 300 war damit erfolgreicher als der Windsor, von dem Chrysler 1961 etwa 17.000 Autos hergestellt hatte.
Zum Modelljahr 1963 erhielten alle Full-Size-Modelle Chryslers eine neue Karosserie. Die Flanken wurden geglättet, an die Stelle der einwärts geneigten Doppelscheinwerfer traten nun zwei waagerecht nebeneinander positionierte Leuchten. Der 300 übernahm die Grundkarosserie. In Dekordetails entsprach der dem teuren 300J der Letter series. Das Motorenangebot wurde erweitert. Neben dem bekannten 6,3-Liter-Motor war nun wahlweise und gegen Aufpreis der 6767 cm³ (413 cui) große Achtzylinder mit einer Leistung von 360 SAE-PS erhältlich, der im 300J die Standardmotorisierung darstellte. Die dort erhältliche 390-PS-Version dieses Motors gab es im Non-letter-300 allerdings nicht. 1963 war ein Chrysler 300 Convertible das offizielle Pace Car des Indy 500-Rennens. Chrysler nahm daraufhin Nachbauten des Pace Car als Cabriolet- sowie als Coupéversion ins Programm auf; diese Ausführungen wurden als Pace Setter bezeichnet und wurden in 306 (Coupé) bzw. 1861 Exemplaren gebaut. Insgesamt entsprach der Produktionsumfang des 300 im Modelljahr 1963 annähernd dem des Jahres 1962.
1964 ließ man den Namen „Sport“ fallen und passte die Karosserie dem Modell 300K der „Letter Series“ an. Von diesem war der normale 300 durch einen silbernen Seitenstreifen zu unterscheiden.
Eine nahezu baugleiche Variante dieses Autos wurde in Kanada als Chrysler Saratoga verkauft.

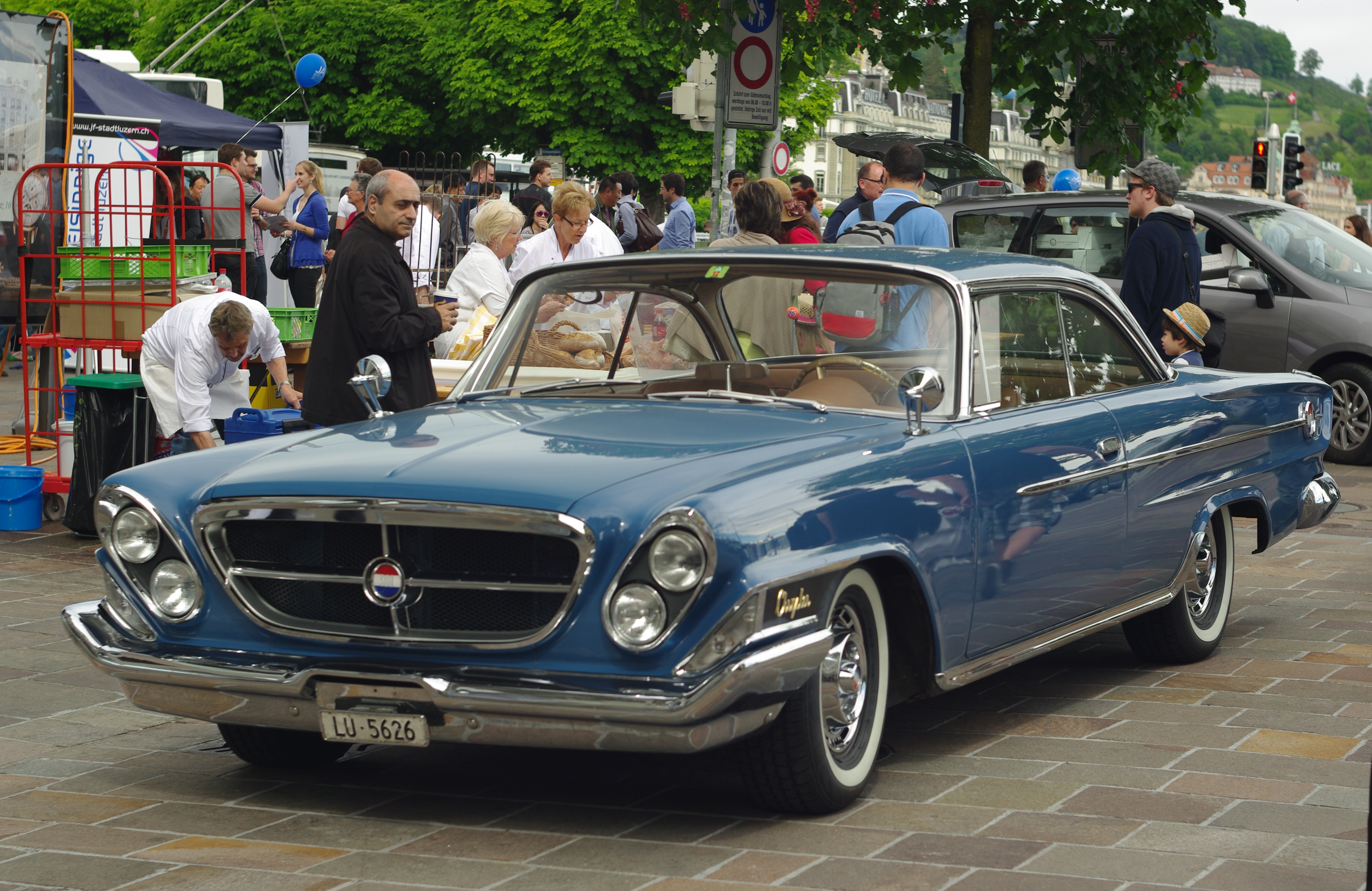
Chrysler 300 Hardtop Coupé (1962)
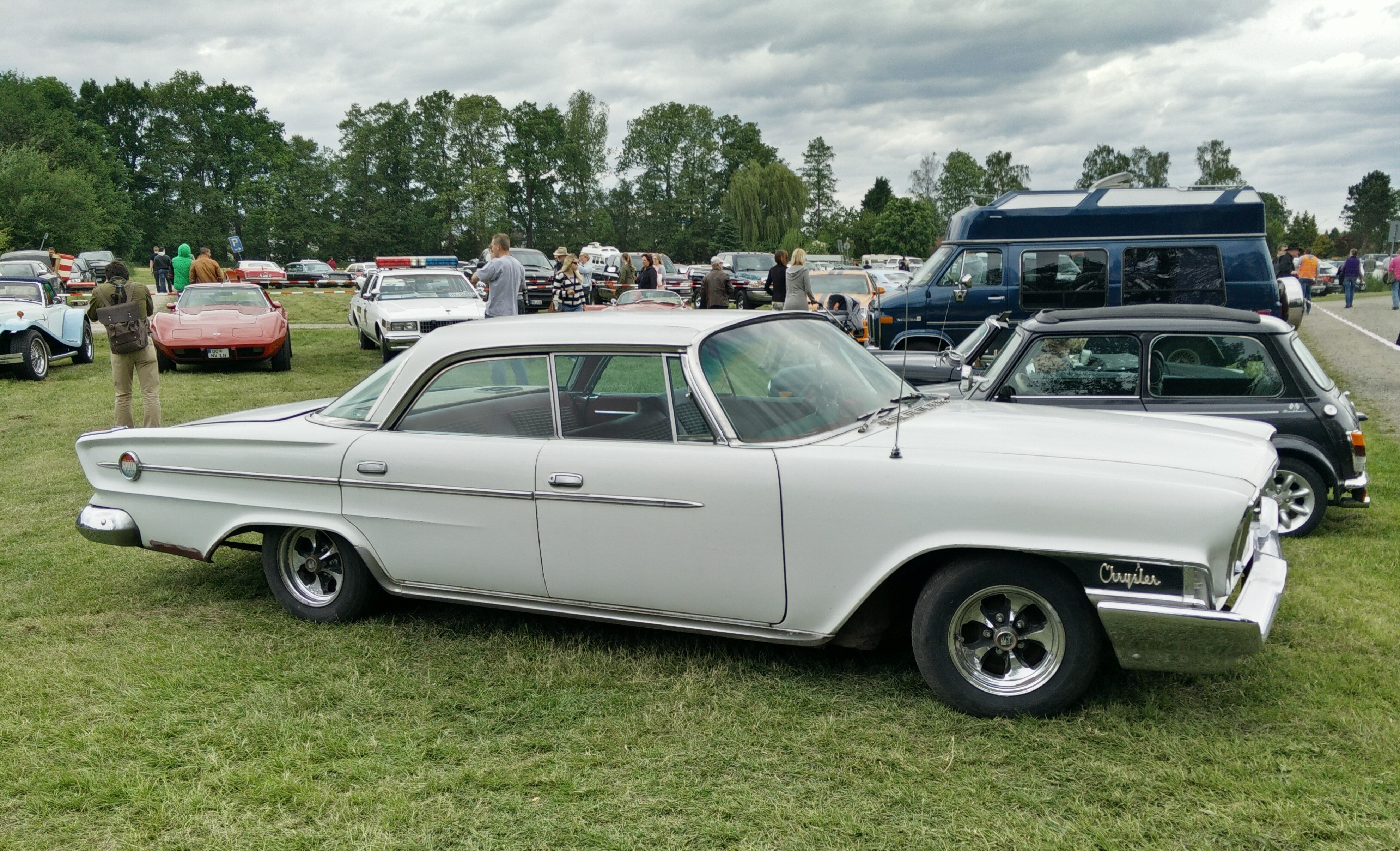
Chrysler 300 Hardtop Sedan (1962)
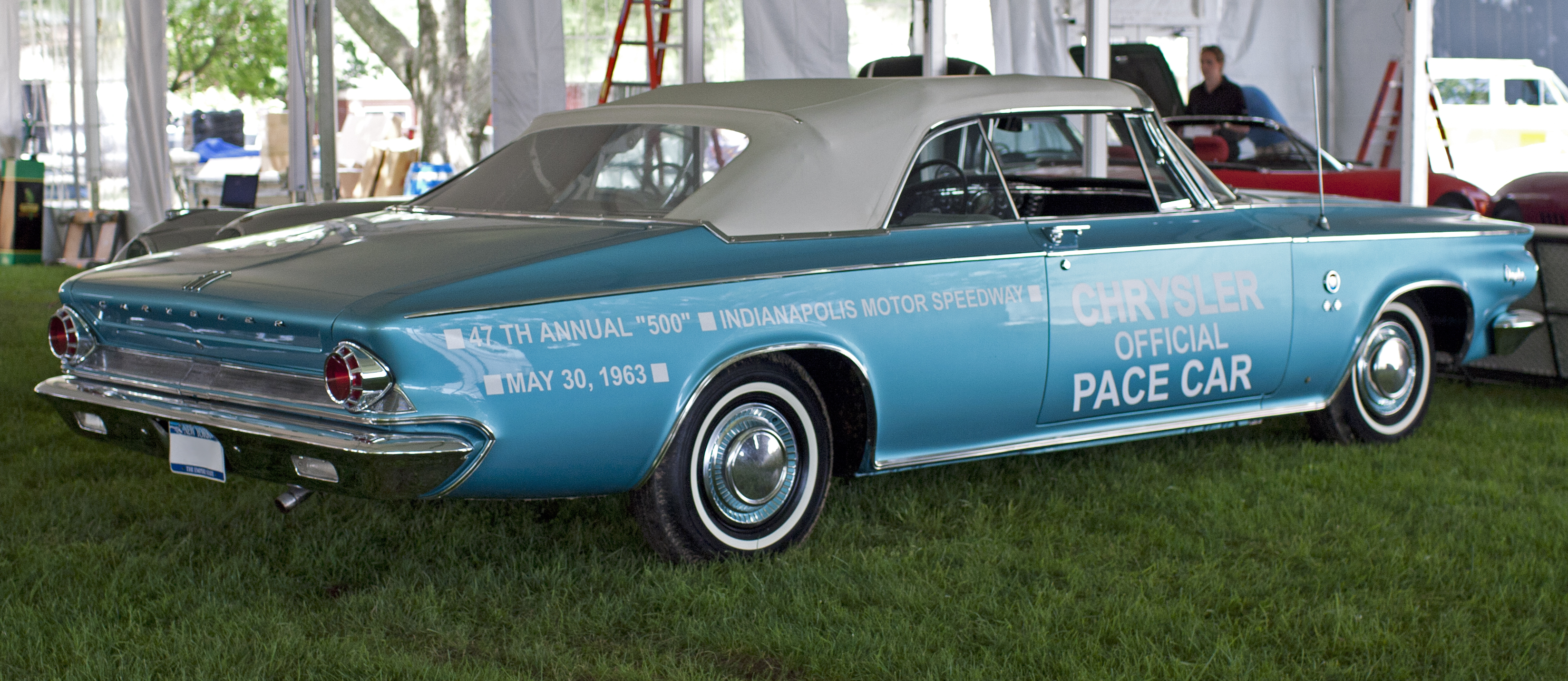
Chrysler 300 Pace Setter Convertible (1963)
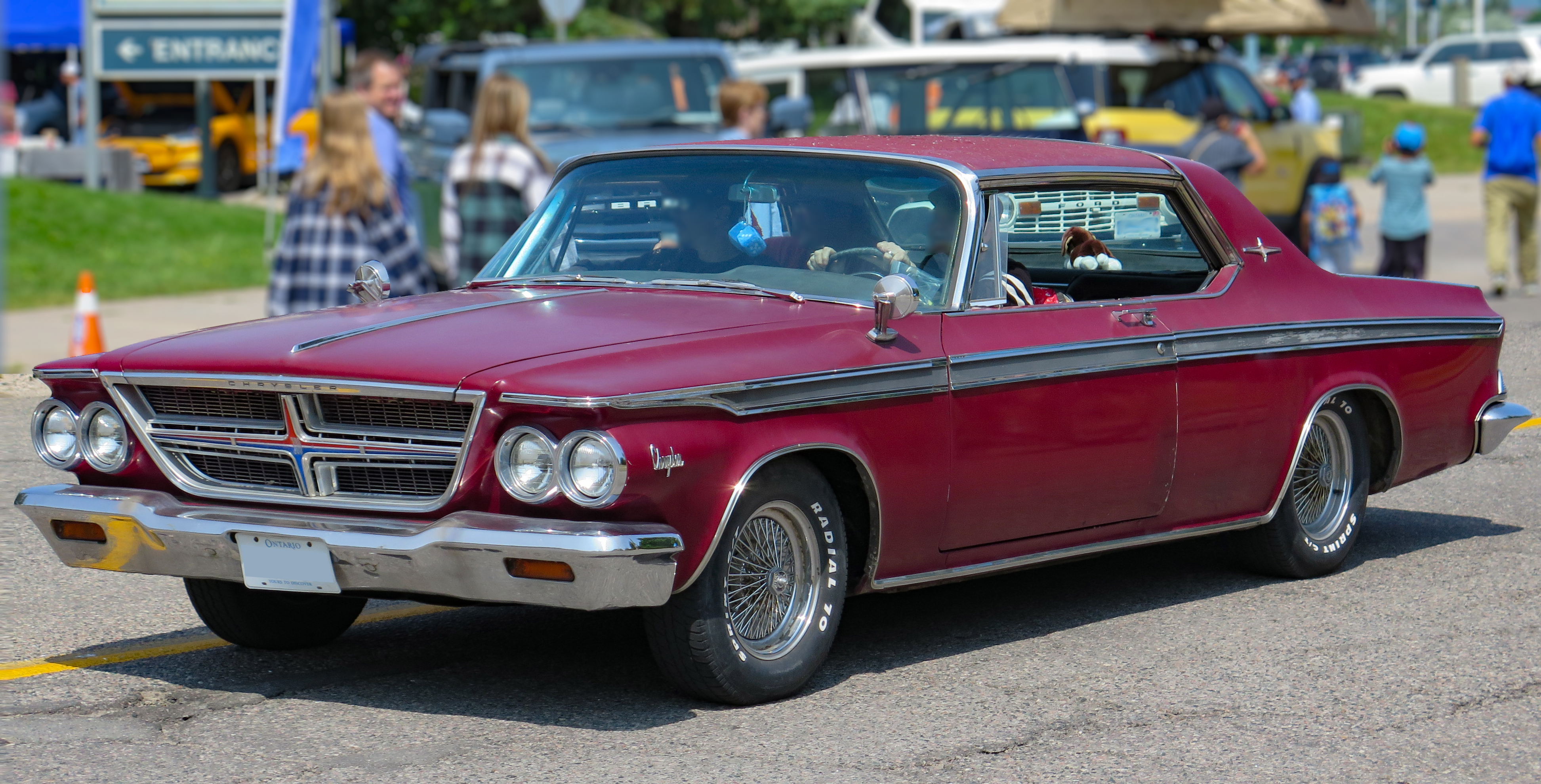
Kanadischer Chrysler Saratoga (1964)

### Zweite Generation (1965 bis 1968)
Die Chrysler 300s der Modelljahre 1965 bis 1968 werden als zweite Generation zusammengefasst. Technisch basieren sie wie alle anderen Full-Size-Modelle Chryslers in diesen Jahren auf der neu entwickelten C-Plattform.
1965 erhielten der 300 und der neue 300L ganz neue Karosserien. Wiederum unterschieden sich beide Baureihen von außen nur durch den Buchstaben „L“, den das „Letter Car“ im Kühlergrill und auf den Radkappen trug. Der Motor des 300 war bei gleichem Hubraum um 10 bhp stärker und gab 315 bhp (232 kW) bei 4.400/min ab.
1966 stieg die Motorleistung nochmals auf 325 bhp (239 kW) an. Die Karosserieveränderungen waren eher gering. 47.245 Chrysler 300 wurden hergestellt, plus 2353 viertürige Limousinen für den Export nach Kanada.
1967 kam eine neue Karosserie. Sie wirkte gestreckter und flacher als die bisherigen Modelle. Alle 300er erhielten Scheinwerfer, die hinter einer Klappe verdeckt sind. Damit entsteht der Eindruck, als reiche das Kühlergitter über die gesamte Wagenbreite. Der 6,3-Liter-V8 wurde aus dem Programm genommen, die nach Kanada exportierte Limousine ebenfalls. Stattdessen waren die Fahrzeuge mit dem 7.221 cm³-Motor mit 350 bhp (257 kW) des New Yorker ausgestattet. Es blieben ein Viertürer mit coupéhaftem Erscheinungsbild, das Coupé und das Cabrio. 21.894 Fahrzeuge wurden produziert.
1968 beliefen sich die Änderungen lediglich auf wenige optische Details. Technisch blieb alles beim alten und 34.621 Einheiten verließen die Bänder.

### Dritte Generation (1969 bis 1971)
Das 1969er Modell wurde neu gestaltet. Mit einem großen, über die gesamte Fahrzeugbreite durchgezogenen Kühlergrill waren Assoziationen zu den damals aktuellen Muscle-Cars von Chrysler nicht unbeabsichtigt. Die Optik wurde wegen der gestreckten, bauchigen Form als „fuselage styling“ (sinngemäß: Flugzeugrumpf-Gestaltung) bezeichnet. 32.472 Stück wurden gebaut.
1970 wurde gegenüber dem Vorjahr kaum etwas geändert. 20.512 Chrysler 300 wurden 1970 produziert. Diese Verkaufszahlen ließen sich darauf zurückführen, dass durch strengere Umweltgesetze und höhere Versicherungsbeiträge in den USA potenzielle Autokäufer eher sparsame Modelle bevorzugten. Und der Chrysler 300 wurde nach wie vor ausschließlich mit dem 7,2 Liter-V8 angeboten.
Mitte des Jahres erschien mit dem Chrysler 300 Hurst noch ein Sondermodell in limitierter Auflage von dem 485 Stück produziert wurden.
1971 kam das Ende der seit 1962 ununterbrochen gebauten Chrysler 300. Die Karosserieformen blieben identisch mit denen der beiden Vorjahre, lediglich das Cabrio war endgültig aus dem Programm gestrichen worden. Wegen der neuen Abgasvorschriften hatte man bei der Basisversion des 7,2-Liter-V8 das Verdichtungsverhältnis vermindert und dadurch die Leistung auf 335 bhp (246 kW) reduziert. Da die 300-Serie aber ohnehin vor dem Aus stand, wurden außer dem obligatorischen Facelift keine weiteren Änderungen vorgenommen. 13.939 Stück bildeten den Abschluss.